# Ahl al-ṣuffa
L'Ahl al-ṣuffa (in arabo أهل الصفّة‎?, in italiano: la gente della tettoia) è il nome dato a un gruppo di devoti musulmani che ebbero il permesso da Maometto di dimorare nell'angolo nord-orientale dello spiazzo su cui insisteva la sua casa di Medina, attigua alla moschea in cui la Umma si riuniva per pregare sotto la sua guida.
Secondo una tradizione riportata da ʿAbd al-Razzāq (m. 827) nel suo al-Muṣannaf, nn. 1648–9) essi ebbero il permesso di dormire nel corso della notte all'interno di questa moschea.
Propensi alla meditazione mistica e alla spiritualità (ma pronti a combattere al comando del loro Profeta), costoro non avevano un alloggio in cui dimorare e si dice fossero all'incirca 400, anche se alcuni autori sufi ne limitano il numero a 92 o 93.
Che tale cifra sia ancora esagerata basterebbero a dimostrarlo le enormi difficoltà logistiche che ne sarebbero derivate e la dimensione assai contenuta della popolazione medinese, tant'è vero che al-Hujvīrī si limita a citarne appena 34.
Tra i suoi componenti figurano Abū Hurayra (m. c. 678), ʿAbd Allāh b. Masʿūd (m. 652–3), Abū Dharr al-Ghifārī (m. 652–3) e Ḥudhayfa b. al-Yamān (m. 656).
Alcuni sufi collegano la nascita del Sufismo a costoro, e anche l'umile veste dei mistici sarebbe la conseguenza diretta degli abiti forzatamente umili dell'Ahl al-ṣuffa.